# 5 Brygada Kawalerii (austro-węgierska)
5 Brygada Kawalerii (niem. 5. Kavalleriebrigade, 5. KBrig.) – brygada kawalerii cesarskiej i królewskiej Armii.

## Historia brygady
Brygada była bezpośrednio podporządkowana komendantowi 10 Korpusu w Przemyślu. Komenda brygady znajdowała się w garnizonie Jarosław.
W 1889 roku w skład brygady wchodził:
- Galicyjski Pułk Dragonów Nr 11 w Gródku i Hruszowie (2. dywizjon),
- Galicyjski Pułk Ułanów Nr 6 w Przemyślu i Radymnie (1. dywizjon),
- Galicyjski Pułk Ułanów Nr 8 w Jarosławiu[1].

W 1899 roku w skład brygady wchodził:
- Galicyjski Pułk Ułanów Nr 3 w Gródku i Hruszowie (2. dywizjon),
- Czeski Pułk Ułanów Nr 11 w Przemyślu i Radymnie (1. dywizjon),
- Pułk Huzarów Nr 8 w Jarosławiu[2].

Brygada wchodziła w skład 6 Dywizji Kawalerii.
W sierpniu 1914 roku w skład brygady wchodził:
- Pułk Dragonów Nr 6: 6 szwadronów.
- Pułk Dragonów Nr 8: 6 szwadronów.
- Oddział ckm[3].

## Komendanci brygady
- GM Alois Haizinger (od 1879)
- GM Isidor Ripp (1889)
- GM Erich von Engel (1894 – 1896 → komendant miasta Wiednia)
- GM Joseph Bayer von Bayersburg (1896 – )
- płk / GM Otto Schwer von Schwertenegg (1913 – 1914 → komendant 14 Brygady Kawalerii)
- płk Anton Leiter (1914 – 1915)